# Ланс (рассказ)
«Ланс» (англ. Lance) — рассказ Владимира Набокова, относящийся к американскому периоду его творчества. Был написан в 1951 и опубликован в 1952 году, вошёл в состав сборника «Набоковская дюжина» (Нью-Йорк, 1958).

## Сюжет и история текста
Действие рассказа происходит в неопределённом будущем. Его главный герой Ланселот (сокращённое имя Ланс) отправляется в первую экспедицию на другую планету. В финале он возвращается и рассказывает старикам-родителям, что в ноябре отправится в путешествие снова. Автор постоянно проводит аналогии между этим персонажем и героем артурианы Ланселотом Озёрным (отец Ланса — медиевист), между космической экспедицией и альпинизмом (Ланс восходил на горы прежде, чем стал астронавтом).
«Ланс» был написан в сентябре 1951 года и увидел свет в журнале New Yorker 2 февраля 1952 года. Авторский гонорар составил очень большую сумму — 1256 долларов. В 1958 году Набоков включил рассказ в сборник «Набоковская дюжина» (англ. Nabokov's Dozen). Автор редакционной статьи в New Yorker охарактеризовал рассказ как «сатиру на научную фантастику».
«Ланс» стал последним по времени написания рассказом Набокова (последним по дате публикации стали «Сёстры Вэйн»). Биограф писателя Брайан Бойд характеризует его как «головокружительное стилистическое исследование», в которой автор образается к традициям и научной фантастики, и рыцарского романа.